# Sonny Terry
Sonny Terry, cuyo verdadero nombre era Saunders Tedell, fue un armonicista y cantante de blues, nacido en Greensboro, Carolina del Norte, el 24 de octubre de 1911, y fallecido en Nueva York, el 12 de marzo de 1986.

## Historial
Tuerto por accidente a la edad de 14 años, y ciego como consecuencia de un golpe durante una pelea, varios años más tarde, Terry concentró sus esfuerzos en la armónica, asociándose con Blind Gary Davis y Blind Boy Fuller, otros dos músicos ciegos, con los que tocaba por las calles de Durham y Raleigh, acompañados por un lazarillo pelirrojo, que tocaba el tabla de lavar y acabó siendo conocido como Bull City Red. Realizaron algunas grabaciones para un sello local, con un sonido genuinamente al Estilo Piedmont.
Fue, precisamente, Red quien le presentó a Brownie McGhee, quien profesó una gran admiración a Fuller. Terry emigró a Nueva York cuando John Hammond lo fichó para sus conciertos en el Carnegie Hall (1938), compartiendo experiencias con Leadbelly y, al fallecer Fuller en 1940, se quedó definitivamente en la ciudad. A partir de este momento, las carreras musicales de Terry y McGhee están unidas, en el dúo "Sonny & Brownie", una de las formaciones más estables y exitosas de la historia del blues, realizando un gran número de grabaciones. Cuando, en los años 1960, su blues rural comenzó a perder el favor del público negro, Sonny & Brownie fueron acogidos por el público folk y por el público europeo.
A comienzos de los años 1980, Terry y McGhee se separaron, después de un período de creciente desafección. Terry continuó grabando (con Johnny Winter o Willie Dixon), participó en el film "El color púrpura" de Steven Spielberg y actuó de forma frecuente.

## Estilo
El estilo de Terry era personal y original, exuberante y alegre, imitando con la armónica el sonido de los trenes, ladridos de perros, aullidos... combinado con gritos en falsete de su propia voz. Muy representativo del estilo montañés, propio de los Apalaches.